# Salvia funerea
Espèce
Salvia funerea est une espèce de plantes à fleurs de la famille des Lamiaceae, originaire d'une zone limitée du sud-ouest des États-Unis.

## Description morphologique

### Appareil végétatif
Cette plante de 45 à 120 cm de hauteur forme des buissons denses, plus gris que vert, aux tiges, feuilles et bourgeons couverts de duvet laineux blanc. Les feuilles, ovales, couvertes d'un épais duvet laineux blanc, épaisses et un peu coriaces, mesurent de 1,3 à 2 cm de longueur. Les feuilles de forme ovale possèdent une épine au bout, celles aux bordures plus complexes possèdent une épine à chaque digitation.

## Appareil reproducteur
La floraison a lieu entre mars et mai.
Les fleurs, de couleur bleu-violacé à violette, présentent une symétrie bilatérale. La corolle, de 1,3 cm de long, sort d'un calice couvert d'un dense duvet laineux.

## Répartition et habitat
Cette plante pousse dans une aire de répartition très restreinte au sud-ouest des États-Unis, limitée aux canyons et certaines zones rocailleuses de la vallée de la Mort (en Californie) et de la partie du Nevada qui jouxte cette vallée.